# Сиви јарчић
Сиви јарчић (Coprinopsis atramentaria) је условно јестива гљива. Конзумирана са алкохолом ова гљива доводи до алергијских реакција јер садржи у већим количинама токсин коприн. Коприн у комбинацији са алкохолом испољава антагонистички ефекат, па се користи у лечењу алкохолизма, а управо је по овој гљиви и добио име. Садрже га и друге гљиве из рода Coprinopsis.
Латинско име рода (у старој номенклатури) Coprinus потиче од грчке речи kopros (стајско ђубриво), јер многе врсте расту на животињском измету. Име врсте atramentaria потиче од латинске речи atramentum (црна течност, мастило), што асоцира на боју зреле јединке.
Остали народни називи који се јављају за ову врсту су калуђерка и јајаста ђубретарка (јајаста гнојиштарка).

## Идентификација
Шешир је сивкасто-смеђе боје, звонасто ваљкастог облика. Касније се отвара попут кишобрана, а руб се издиже и испуца у смеру влакана. Благо је уздужно наборан, висине око 10 cm. Прекривен је љускама целом дужином. 
Листићи су густи, широки и слободни, у младости бели, затим ружичасти, на крају поцрне због деловања аутолитичких фермената, претварајући се заједно са шеширом у капајућу смолу (мастило). 
Дршка је бела, ваљкаста, висока до 20 cm. Окружена је тврдим влакнастим месом. Горњи део је ужи и бео, а у доњем делу прстенасто задебљао. Месо је компактно и дебело, беле боје.

## Отрусина
Споре у отрусини су глатке, у маси црне, димензија 6.5-10.5x4-6.5 µ

## Станиште
Сиви јарчић може се наћи у Северној Америци и Европи. Успева на тлу које је богато органским материјама. Расте у баштама, дуж путева, на песковитом тлу, у влажним шумама око дрвећа, у близини река и канала. Јавља се у пролеће, априла - маја и у јесен, септембра - октобра.

## Сличне врсте
Постоји још неколико сличних врста које немају тако дебело месо. Углавном се не препоручују за јело, а неке чак и непријатно миришу, као на пример шарена гнојиштарка (Coprinus pikaceus). Блистава гнојиштарка (Coprinus mikaceus) јестива је под истим околностима као и сиви јарчић, клобук је сличног облика само нешто мањи, 2-5 cm, и са светлуцавим љускамана на темену. Групно расте око посеченог дрвећа од пролећа до јесени.

## Употребљивост
Сиви јарчић сврстава се у условно јестиве врсте гљива. Веома је укусна, али се не сме 24 сата пре и 48 сати након конзумирања гљиве пити алкохол, јер изазива антабусну алергију.

### Хемијске реакције
Ова гљива узрокује копрински или антабусни синдром тровања, слично као реакција неподношљивости алкохола код узимања антабуса. Наиме уколико се пре јела, за време јела или до 24 сата након узимања гљива пије алкохол, већ за неколико минута се појављују симптоми копринског синдрома. Јавља се осећај топлоте, црвенило лица и врата, главобоља, вртоглавица, мучнина и типичан метални укус у устима, код неких повраћање и пролив. Овакво тровање је, у односу на нека друга тровања, само мала непријатност, самим тим што је код копринског синдрома смртни исход искључен. Већ дужи низ година коприн се активно користи у лечењу алкохолизма, тако што се помоћу ње контролише конзумација алкохола код оболелих.
Симптоми тровања настају пар минута по уносу алкохола у организам и код људи отрованих овим гљивама изазивају апстиненцију од алкохола. Инхибиција ензима траје отприлике 72 сата, али може потрајати и до 5 дана. Конзумирање етанола 3 дана након конзумације гљива може проузроковати тровање.

### Коприн
У гљиви сиви јарчић молекул коприн се налази у већим количинама, па је по овој врсти и добио име. По хемијском саставу у питању је дериват аминокиселина, истих оних молекула који изграђују беланчевине у свим живим организмима. Његово је отровно дејство веома специфично - сам за себе, узет чак и у већим количинама, он није токсичан. Међутим, уколико се пре, током или после конзумирања сивог јарчића попије било које алкохолно пиће (чак и ако се после ручка као дезерт поједе чоколадне бомбоне са ликером, или се у сирћету за салату налази мала количина
алкохола!) долази до бурне реакције Ове непријатности су последица антагонистичког ефекта који коприн има са алкохолом.